# Rhaphiomidas nigricaudis
Rhaphiomidas nigricaudis är en tvåvingeart som beskrevs av Mont A. Cazier 1985. Rhaphiomidas nigricaudis ingår i släktet Rhaphiomidas och familjen Mydidae.
Artens utbredningsområde är Arizona. Inga underarter finns listade i Catalogue of Life.